# Laudes
Les laudes (llatí per a «lloances») en la litúrgia catòlica de ritu llatí és la segona hora de l'ofici diví matinal, després de les matines. Tradicionalment s'acabaven amb un salm començant amb la paraula laudate («lloeu»), d'on ve el nom de l'hora. S'estructuren, segons la regla de Sant Benet, amb variacions segons que sigui hivern o estiu, dia festiu o feiner de la manera següent:
- Invitatori
- Antífona i salm (fins a tres vegades, els dies feiners sense antífona)
- Laudate
- Lectura
- Responsori
- Benedicitus o Càntic de Zacaries
- Pregàries

A més de les laudes cantades segons el cant gregorià monòdic, des de l'alta edat mitjana es van crear variacions polifòniques, primer per compositors anònims, i des del renaixement per compositors coneguts.